# Federação Azeri de Hóquei no Gelo
A Federação de Hóquei no Gelo do Azerbaijão é o órgão que dirige e controla o hóquei no gelo do Azerbaijão, comandando as competições nacionais e a Seleção do Azerbaijão de Hóquei no Gelo.
É membro da Federação Internacional de Hóquei no Gelo desde 6 de maio de 1992.